# Glaucidium brasilianum
O caburé-ferrugem (Glaucidium brasilianum), conhecido popularmente também como caburé (do tupi antigo kaburé), caboré e caburé-do-sol, é uma espécie de ave da família Strigidae. Pode ser encontrada na Argentina, Belize, Bolívia, Brasil, Colômbia, Costa Rica, Equador, El Salvador, Guiana Francesa, Guatemala, Guiana, Honduras, México, Nicarágua, Panamá, Paraguai, Peru, Suriname, Trinidad e Tobago, Uruguai e Venezuela.

## Subespécies
São reconhecidas treze subespécies:
- Glaucidium brasilianum cactorum (van Rossem, 1937) - sudeste do Arizona e oeste do México (Sonora até Oaxaca).
- Glaucidium brasilianum saturatum (Brodkorb, 1941) - sul do México (Chiapas) e Guatemala.
- Glaucidium brasilianum ridgwayi (Sharpe, 1875) - sul do Texas (baixo vale do Rio Grande) até o Panamá.
- Glaucidium brasilianum medianum (Todd, 1916) - terras baixas do norte da Colômbia.
- Glaucidium brasilianum margaritae (Phelps & Phelps Jr, 1951) - ilha Margarita (Venezuela)
- Glaucidium brasilianum phaloenoides (Daudin, 1800) - norte da Venezuela, Trinidad e Guianas
- Glaucidium brasilianum duidae (Chapman, 1929) - tepuis do sul da Venezuela (Monte Duida)
- Glaucidium brasilianum olivaceum (Chapman, 1939) - tepuis do sul da Venezuela (Auyantepui)
- Glaucidium brasilianum ucayalae (Chapman, 1929) - base leste dos Andes do sudoeste da Colômbia até o Peru e o norte da Bolívia.
- Glaucidium brasilianum brasilianum (Gmelin, 1788) - Brasil ao sul da Amazônia até o leste do Paraguai, Uruguai e nordeste da Argentina;
- Glaucidium brasilianum pallens (Brodkorb, 1938) - chaco do leste da Bolívia, oeste do Paraguai e norte da Argentina.
- Glaucidium brasilianum stranecki (König & Wink, 1995) - sul do Uruguai até o centro da Argentina.
- Glaucidium brasilianum tucumanum (Chapman, 1922) - oeste da Argentina (Salta e Tucumã até Córdova)